# Lingwang
Król Ling z dynastii Zhou (chiński: 周靈王,; pinyin: Zhōu Líng Wáng) – dwudziesty trzeci władca tej dynastii i jedenasty ze wschodniej linii dynastii Zhou. Rządził w latach 571-545 p.n.e. Jego następcą został jego syn, Jingwang.